# Flemington (Pensilvania)
Flemington es un borough ubicado en el condado de Clinton en el estado estadounidense de Pensilvania. En el año 2000 tenía una población de 1319 habitantes y una densidad poblacional de 1131.7 personas por km².

## Geografía
Flemington se encuentra ubicado en las coordenadas 41°7′34″N 77°28′12″O / 41.12611, -77.47000.

## Demografía
Según la Oficina del Censo en 2000 los ingresos medios por hogar en la localidad eran de $29,750 y los ingresos medios por familia eran $36,776. Los hombres tenían unos ingresos medios de $28,333 frente a los $20,588 para las mujeres. La renta per cápita para la localidad era de $16,924. Alrededor del 10% de la población estaba por debajo del umbral de pobreza.